# Zoo de Servion
 (septembre 2016).
Si vous disposez d'ouvrages ou d'articles de référence ou si vous connaissez des sites web de qualité traitant du thème abordé ici, merci de compléter l'article en donnant les références utiles à sa vérifiabilité et en les liant à la section « Notes et références ».
Le Zoo de Servion est un parc zoologique suisse, situé sur le territoire de la commune de Servion, à proximité de Lausanne. Construit en 1974 en bordure de forêt, il est limitrophe avec le Tropiquarium de Servion, autre parc animalier spécialisé en ornithologie tropicale et en herpétologie. Il y a deux entrées sur le site, le visiteur peut acheter l'une ou l'autre des entrées séparément ou profiter d'un billet à prix réduit pour visiter les deux espaces.

## Installations et faune présentée
Le parc animalier de 55'000 m2 héberge plus de 70 espèces d'animaux. On y trouve différents animaux résistant au froid, tels que le Tigre de Sibérie, le Loup arctique, le Bison d'Amérique du Nord, l'Ours brun le Cerf, le Renne, l'Alpaga et le Lynx, et, depuis 2010, des panthères des neiges.
Il y a également une volière avec des perroquets et un bâtiment couvert avec des singes.
Le tigre de Sibérie nommé Tinka est la mascotte du parc.

## Conservation
Le Zoo de Servion est impliqué dans plusieurs programmes de sauvegarde d'espèces menacées. Le zoo collabore avec d'autres zoos en Europe à la sauvegarde d'espèces menacées telles que le tigre de Sibérie, les lémuriens et le ouistiti pygmée.